# Acantholimon longiscapum
Acantholimon longiscapum är en triftväxtart som beskrevs av Bokhari. Acantholimon longiscapum ingår i släktet Acantholimon och familjen triftväxter. Inga underarter finns listade i Catalogue of Life.